# Bad Company UK
Pour les articles homonymes, voir Bad Company.
 (octobre 2021).
La mise en forme du texte ne suit pas les recommandations de Wikipédia : il faut le « wikifier ».
Les points d'amélioration suivants sont les cas les plus fréquents. Le détail des points à revoir est peut-être précisé sur la page de discussion.
- Les titres sont pré-formatés par le logiciel. Ils ne sont ni en capitales, ni en gras.
- Le texte ne doit pas être écrit en capitales (les noms de famille non plus), ni en gras, ni en italique, ni en « petit »…
- Le gras n'est utilisé que pour surligner le titre de l'article dans l'introduction, une seule fois.
- L'italique est rarement utilisé : mots en langue étrangère, titres d'œuvres, noms de bateaux, etc.
- Les citations ne sont pas en italique mais en corps de texte normal. Elles sont entourées par des guillemets français : « et ».
- Les listes à puces sont à éviter, des paragraphes rédigés étant largement préférés. Les tableaux sont à réserver à la présentation de données structurées (résultats, etc.).
- Les appels de note de bas de page (petits chiffres en exposant, introduits par l'outil «  Source ») sont à placer entre la fin de phrase et le point final[comme ça].
- Les liens internes (vers d'autres articles de Wikipédia) sont à choisir avec parcimonie. Créez des liens vers des articles approfondissant le sujet. Les termes génériques sans rapport avec le sujet sont à éviter, ainsi que les répétitions de liens vers un même terme.
- Les liens externes sont à placer uniquement dans une section « Liens externes », à la fin de l'article. Ces liens sont à choisir avec parcimonie suivant les règles définies. Si un lien sert de source à l'article, son insertion dans le texte est à faire par les notes de bas de page.
- La présentation des références doit suivre les conventions bibliographiques. Il est recommandé d'utiliser les modèles {{Ouvrage}}, {{Chapitre}}, {{Article}}, {{Lien web}} et/ou {{Bibliographie}}. Le mode d'édition visuel peut mettre en forme automatiquement les références.
- Insérer une infobox (cadre d'informations à droite) n'est pas obligatoire pour parachever la mise en page.

Pour une aide détaillée, merci de consulter Aide:Wikification.
Si vous pensez que ces points ont été résolus, vous pouvez retirer ce bandeau et améliorer la mise en forme d'un autre article.
Bad Company, Bad Company UK ou BC (stylisé comme ƆEIƎC) est un groupe de drum and bass composé des producteurs anglais : Jason Maldini (Maldini) ; Michael Wojcicki (Vegas) ; Dan Stein (DJ Fresh) et Darren White (dBridge).
L'abréviation du nom, ƆEIƎC, est le logo du groupe utilisé sur les singles et les pochettes d'album : les lettres BC sont symétriquement reflétées sur une ligne verticale (écrite comme la lettre I ou comme le symbole |), tandis que le B ressemble au nombre trois ou la lettre E, et le C utilisé comme parenthèses.

## Histoire
Le groupe s'est officiellement formé en 1998  sous le nom de Bad Company, fusionnant les groupes Renegade Hardware, Future Forces Inc (dBridge et Maldini) et Absolute Zero ( DJ Fresh ), bien qu'ils aient également travaillé ensemble dans diverses configurations : Stein, White et Maldini avaient précédemment publié le morceau The Code sous le nom Absolute Zero & Subphonics sur le label Renegade Hardware, Stein et Wojcicki ont sorti Otto's Way sous le nom de Fresh & Vegas sur Metro Recordings. .
Bad Company UK est connu dans l'industrie de la drum and bass pour son single 12", The Nine / The Bridge (BCR001). Le groupe a ensuite produit quatre albums et divers singles, reçu avec le même succès.
- Inside the Machine (2000)
- Digital Nation (2000)
- Shot Down on Safari (2002)
- Ice Station Zero (2018)

Book of the Bad (2001), une compilation de leurs trois EP vinyles Book of the Bad, avec "Miami Flashback", "Planet Dust" (initialement publié sur Prototype Recordings), et "Mind Games".
Le nom Bad Company a été dissous aux alentours de 2005, mais les artistes travaillent toujours indépendamment sur le devant de la scène. Fresh avait quitté Bad Company pour poursuivre plusieurs projets personnels en collaboration avec différentes maisons de disques, telles que Breakbeat Kaos, Ram Records, V Recordings et Valve. D-Bridge a également continué à travailler seul et a lancé son propre label.
Maldini et Vegas ont continué de collaborer sur le projet, enregistrant sous le nom de "Bad Company UK", un changement nécessaire en raison d'une bataille juridique avec le groupe formé dans les années 1970 avec le même nom. Leur label principal est Bad Taste Recordings . En 2010, les deux artistes forment le trio Blokhe4d avec le producteur suisse Uman. Maldini et Vegas ont également créé le label Unique Artists, avec la participation de divers autres producteurs de la scène drum and bass.
Le groupe avait un forum destiné aux fans sur son site Web, plus tard devenu le forum Dogs on Acid,.
En 2008, les lecteurs de Knowledge Magazine ont élu The Nine meilleur morceau drum and bass de tous les temps. D'autres morceaux importants sont Nitrous et Planet Dust.

### Retour
Le 8 février 2016, UKF  annonçât officiellement que le groupe se réunissait. Ils sortirent le single Equilibrium le 25 février 2016. Deux représentations à Bristol et à Londres suivirent en mars. En juin, le groupe donne deux concerts aux États-Unis : à Las Vegas pour le festival EDC, et à Baltimore pour 3D Productions. Ils se sont également produits dans plusieurs festivals, dont Dour, Paradiso et Nu Forms. En août, ils se sont produits au Imagine Festival à Atlanta.
En septembre 2016, Bad Company UK sorti un remix de The Day Is My Enemy de The Prodigy, également mis en ligne sur la page YouTube de UKF. Le remix a été nommé aux Drum & Bass Arena Awards dans la catégorie Meilleur Remix. Le single "Nomad" a suivi en novembre.
En avril 2018, le groupe a annoncé son premier album en seize ans, Ice Station Zero, sorti le 11 mai via Ram Recordings.